# Nen Valles
La Nen Valles sono una struttura geologica della superficie di Marte.